# Estádio Nacional Nelson Mandela
O Estádio Nacional Nelson Mandela (em inglês: Nelson Mandela National Stadium), anteriormente denominado Estádio Nacional de Namboole (em inglês: Namboole National Stadium), é um estádio multiuso localizado em Campala, capital de Uganda. Inaugurado oficialmente em 7 de dezembro de 1997, é o maior estádio do país em capacidade de público, sendo oficialmente a casa onde a Seleção Ugandense de Futebol manda suas partidas amistosas e oficiais. Além disso, o Villa Jogoo Uganda, clube da capital, também manda seus jogos oficiais por competições nacionais e continentais no estádio, que possui capacidade máxima para 45 202 espectadores.